# 규준틀

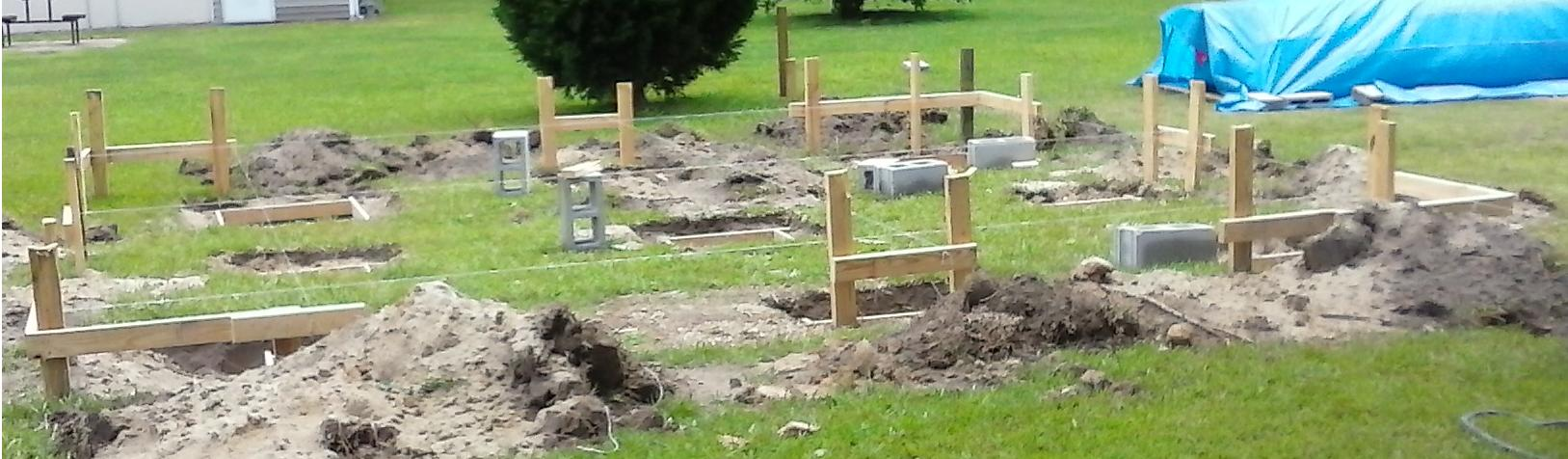
16' x 16' 기초용 규준틀

규준틀, 기준틀, 겨냥틀, 배터보드(batter board)는 계획된 기초의 모서리 너머 정확한 높이에 설치되는 임시 프레임이다. 이 틀은 기초의 경계(모서리와 모서리)를 나타내는 레이아웃 선(시공용 끈)을 고정하는 데 사용된다.